# 菲加罗勒
菲加罗勒（法語：Figarol，法語發音：[fiɡaʁɔl]）是法国上加龙省的一个市镇，属于圣戈当区。

## 地理
菲加罗勒（43°5'6"N, 0°53'52"E）面积11.6 平方千米，位于法国奧克西塔尼大區上加龙省，该省份为法国西南部内陆省份，西南端与西班牙接壤，自此顺时针与上比利牛斯省、热尔省、塔恩-加龙省、塔恩省、奥德省和阿列日省接壤。
与菲加罗勒接壤的市镇（或旧市镇、城区）包括：莱斯泰勒-德圣马托里、马讷、蒙塔斯特吕克-德萨利、蒙泰斯庞、蒙加亚尔德萨利、蒙索内斯、鲁埃德、博沙洛。

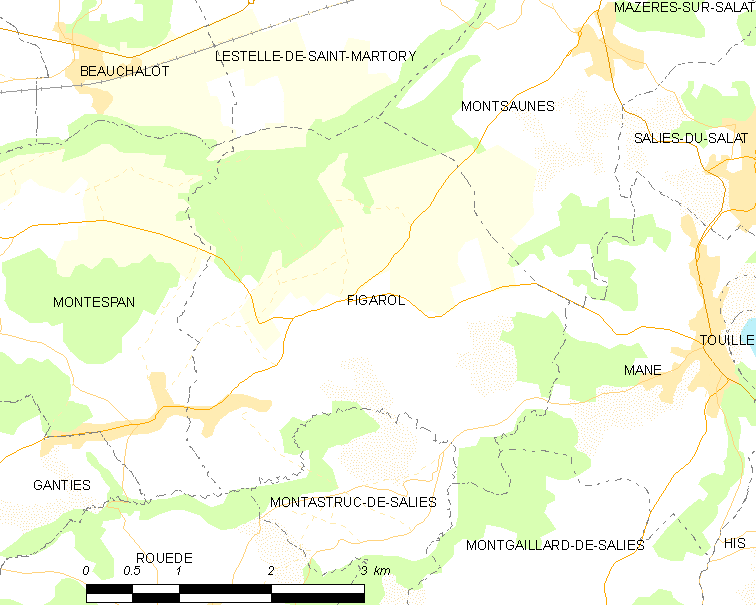
菲加罗勒的OSM定位图

菲加罗勒的时区为UTC+01:00、UTC+02:00（夏令时）。

## 行政
菲加罗勒的邮政编码为31260，INSEE市镇编码为31183。

## 政治
菲加罗勒所属的省级选区为巴涅尔德吕雄县。

## 人口

1962-2008年间菲加罗勒人口变化图示

菲加罗勒于2022年1月1日时的人口数量为313人。